# Arawana scapularis
Arawana scapularis – gatunek chrząszcza z rodziny biedronkowatych i podrodziny Coccinellinae. Występuje od południowej części Stanów Zjednoczonych po Kostarykę.

## Taksonomia
Gatunek ten opisany został po raz pierwszy w 1894 roku przez Henry’ego Stephena Gorhama w serii „Biologia Centrali-Americana” pod nazwą Exochomus scapularis na podstawie okazów z Meksyku i Nikaragui. W 1908 roku Charles William Leng umieścił go w podrodzaju Exochomus (Arawana), a w 1920 roku wyniósł ów podrodzaj do rangi osobnego rodzaju Arawana. W 1932 roku Richard Korschefsky obniżył mu rangę do podrodzaju w obrębie rodzaju Chilocorus. W 1965 roku powtórnie do rangi osobnego rodzaju wyniósł go Edward Albert Chapin.

## Morfologia
Chrząszcz o ciele szeroko-owalnym, niemal okrągłym w zarysie, silnie wysklepionym, długości od 3,5 do 4,3 mm i szerokości od 3 do 3,8 mm. Wierzch ciała jest nieowłosiony, gładki, błyszczący. Barwa głowy i przedplecza jest jednolicie czarna. Czułki buduje dziesięć członów, z których trzy ostatnie formują buławkę. Głaszczki szczękowe mają człon ostatni silnie siekierowaty, o ukośnej krawędzi wierzchołkowej. Pokrywy mają tło czarne z niebieskawym lub zielonkawym połyskiem. Na nim znajduje się para dużych, podłużnych, czerwonych plam w przedniej połowie, w kątach barkowych oraz para mniejszych czerwonych lub pomarańczowych, podłużnych, przykrawędziowych plam w połowie wierzchołkowej, często połączonych z poprzednimi jasną obwódką wzdłuż krawędzi pokryw. Podgięcia pokryw mają dołki, w które wchodzą wierzchołki ud. Stopy mają silnie, gwałtownie zakrzywione pazurki z trójkątnym zębem nasadowym. U obu płci występuje pięć widocznych sternitów odwłoka (wentrytów), z których pierwszy ma niemal kompletne linie udowe. Genitalia samca mają lancetowaty płat nasadowy i palcowaty wyrostek na paramerze. Samica ma Y-kształtne infundibulum.

## Rozprzestrzenienie
Owad neotropikalny, północnoamerykański, znany z Kostaryki, Nikaragui, Meksyku oraz Arizony w południowej części Stanów Zjednoczonych.